# Оттертейл (Міннесота)
Оттертейл (англ. Ottertail) — місто (англ. city) в США, в окрузі Оттер-Тейл штату Міннесота. Населення — 629 осіб (2020).

## Географія
Оттертейл розташований за координатами 46°25′13″ пн. ш. 95°34′3″ зх. д. / 46.42028° пн. ш. 95.56750° зх. д. (46.420307, -95.567383).  За даними Бюро перепису населення США в 2010 році місто мало площу 13,21 км², з яких 11,08 км² — суходіл та 2,14 км² — водойми. В 2017 році площа становила 15,44 км², з яких 11,07 км² — суходіл та 4,37 км² — водойми.

## Демографія
Згідно з переписом 2010 року, у місті мешкали 572 особи в 245 домогосподарствах у складі 171 родини. Густота населення становила 43 особи/км².  Було 401 помешкання (30/км²).
Расовий склад населення:
| - 99,0 % — білих - 0,2 % — корінних американців |

До двох чи більше рас належало 0,9 %. Частка іспаномовних становила 0,9 % від усіх жителів.
За віковим діапазоном населення розподілялося таким чином: 18,2 % — особи молодші 18 років, 62,2 % — особи у віці 18—64 років, 19,6 % — особи у віці 65 років та старші. Медіана віку мешканця становила 47,7 року. На 100 осіб жіночої статі у місті припадало 105,0 чоловіків;  на 100 жінок у віці від 18 років та старших — 107,1 чоловіків також старших 18 років.
Середній дохід на одне домашнє господарство  становив 71 670 доларів США (медіана — 49 861), а середній дохід на одну сім'ю — 90 457 доларів (медіана — 54 821). Медіана доходів становила 45 000 доларів для чоловіків та 36 875 доларів для жінок. За межею бідності перебувало 8,0 % осіб, у тому числі 6,9 % дітей у віці до 18 років та 0,0 % осіб у віці 65 років та старших.
Цивільне працевлаштоване населення становило 234 особи. Основні галузі зайнятості: освіта, охорона здоров'я та соціальна допомога — 23,5 %, виробництво — 15,4 %, будівництво — 11,5 %, роздрібна торгівля — 9,8 %.